# Угруціу
Угруціу (рум. Ugruțiu) — село у повіті Селаж в Румунії. Входить до складу комуни Драгу.
Село розташоване на відстані 355 км на північний захід від Бухареста, 31 км на південний схід від Залеу, 30 км на північний захід від Клуж-Напоки.

## Населення
За даними перепису населення 2002 року у селі проживали 95 осіб, усі — румуни. Усі жителі села рідною мовою назвали румунську.